# Kiszombor megállóhely
Kiszombor megállóhely egy Csongrád-Csanád vármegyei vasúti  megállóhely, Kiszombor településen, a MÁV üzemeltetésében. A megállóhely jegypénztár nélküli, nincs jegykiadás.
A település belterületének északnyugati peremén helyezkedik el, nem messze a 43-as főúttól, közúti elérését csak abból kiágazó önkormányzati utak teszik lehetővé.

## Története
1882-ben Zomboron vasút épült, ezután elkészült az állomás épülete, a község is bekapcsolódott a vasúti forgalomba. Az 1882-es menetrendben Kis-Zombor néven szerepelt. A második világháború idején 1944 augusztusában folyamatosan szállították a magyar és német csapatokat az ország délkeleti részére, így Kiszomborra is.

## Vasútvonalak
Az állomást az alábbi vasútvonalak érintik:
- Kétegyháza–Újszeged-vasútvonal

## Kapcsolódó állomások
A vasútállomáshoz az alábbi állomások vannak a legközelebb:
- Deszk megállóhely (Kétegyháza–Újszeged-vasútvonal)
- Kiszombor megálló megállóhely (Kétegyháza–Újszeged-vasútvonal)

## Forgalom
| Járat        | Útvonal | Gyakoriság |
| ------------ | --- | ---------- |
| személyvonat | Békéscsaba – Kétegyháza – Bánkút – Medgyesegyháza – Magyarbánhegyes – Mezőkovácsháza felső – Mezőkovácsháza – Végegyháza – Végegyháza alsó – Belsőkamaráspuszta – Mezőhegyes – Csanádpalota – Nagylaki Kendergyár – Nagylak – Magyarcsanád – Apátfalva – Makó – Kiszombor megálló – Kiszombor – Deszk – Szőreg – Újszeged | Napi 2 pár |